# Jeremih (álbum)
Jeremih é o álbum de estreia do cantor norte-americano de R&B Jeremih, lançado a 30 de Julho de 2009 pela gravadora Def Jam Recordings.

## Faixas
Como listadas em Amazon.com e Allmusic.
1. "That Body" – 3:54
2. "Birthday Sex" – 3:47
3. "Break Up to Make Up" – 3:47
4. "Runway" – 4:04
5. "Raindrops" – 4:33
6. "Starting All Over" – 4:38
7. "Imma Star (Everywhere We Are)" – 4:21
8. "Jumpin" – 3:19
9. "Hatin' on Me" – 3:28
10. "My Sunshine" – 4:18
11. "My Ride" – 3:40
12. "Buh Bye" – 4:09
13. "Birthday Sex (Up-tempo)" (Faixa bônus) – 3:57

## Produção e Gravação
- Tom Coyne – Maestro de áudio
- Terese Joseph – A&R
- Karen Kwak – A&R
- Eric Peterson – Violão, mixagem
- TaVon Sampson – Direção de arte, Design de capa
- Mick Schultz – Produtor musical, engenheiro de áudio, produtor executivo
- Dion Stewart – Stylist
- Jim "Big Jim" Wright – Fotografia